# 希爾伯特第七問題
希爾伯特第七問題是希爾伯特的23個問題之一，此問題涉及無理數及超越數。

## 命題敘述
給定以下兩個等價敘述：
1. 在等腰三角形中，若底角和頂角的比值為無理數的代数数，則底邊和側邊長度的比值是否恆為超越數？
2. 若{\displaystyle b}是无理数且为代数数、{\displaystyle a}是非{\displaystyle 0,1}的代数数，那么{\displaystyle a^{b}}（例如{\displaystyle 2^{\sqrt {2}}}、{\displaystyle e^{\pi }}={\displaystyle i^{-2i}}）是否恆為超越数？

## 問題的解決
第二個問題已于1934年由蘇聯數學家阿勒克山德·格爾豐德證明，德國數學家西奧多·施耐德也在1935年獨立證明此問題，他們證明的結果即為格尔丰德-施奈德定理（{\displaystyle b}是無理數的條件是必要的，否則若a是代數數，b是有理數，{\displaystyle a^{b}}一定是代數數)。
若以廣義的觀點來看，這是通用的對數線性形（linear form in logarithms）的一個例子
{\displaystyle b\ln {\alpha }+\ln {\beta }=0}
格尔丰德曾研究對數線性形，後來被艾倫·貝克解決了，此稱為是格尔丰德猜想或是貝克定理。艾倫·貝克憑藉此一成果獲得1970年的菲爾茲獎。
在第二個問題成立後，也意味著第一個問題成立。

## 參照
- 格爾豐德-施奈德常數 {\displaystyle 2^{\sqrt {2}}}。
- 格尔丰德常数 {\displaystyle e^{\pi }}。

## 文獻
- Tijdeman, Robert. . Felix E. Browder  (编). . Proceedings of Symposia in Pure Mathematics. XXVIII.1. American Mathematical Society. 1976: 241–268. ISBN 978-0-8218-1428-4. Zbl 0341.10026.
- Manin, Yu. I.; Panchishkin, A. A. . Encyclopaedia of Mathematical Sciences 49 Second. 2007: 61. ISBN 978-3-540-20364-3. ISSN 0938-0396. Zbl 1079.11002.

## 外部連結
- English translation of Hilbert's original address （页面存档备份，存于）